# Franz Xaver von Hertling

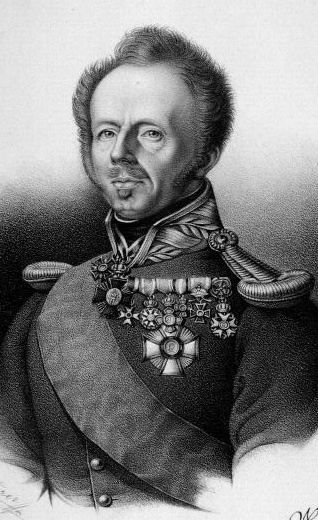
Franz Xaver Joseph Ignaz Freiherr von Hertling.

Franz Xaver Joseph Ignaz Freiherr von Hertling (28 de junio de 1780 - 13 de septiembre de 1844) fue un teniente general bávaro y Ministro de Guerra desde el 12 de diciembre de 1836 hasta el 11 de noviembre de 1838.

## Biografía
Hertling nació en Ladenburg, hijo de Jakob Anton von Hertling y Maria Anna Antonia Juliana, nacida von Weiler. Se unió al Ejército bávaro en la última década del siglo XVIII. El 1 de agosto de 1816, cuando tenía el grado de Oberst, se casó con Maria Anna, nacida von Kalkhof. El 17 de mayo de 1817 nació su primera hija Caroline Friederike Wilhelmine Antonie, y el 1 de septiembre de 1822 nació su primer hijo Maximilian Joseph. En 1824 se convirtió en mayor general y brigadier, y un año después el 1 de enero nació su segundo hijo Philipp Theodor Joseph. En 1836 fue promovido a teniente general y pasó a ser comandante de la 4.ª División Real Bávara y ministro de guerra del Reino de Baviera. Hertling se retiró en 1838 y murió en Múnich. Su hermano Johann Friedrich Maximilian Joseph fue Ministro de Guerra en funciones de Baviera en 1839.

## Condecoraciones
- Cruz de Caballero de la Orden Militar de Max Joseph, 1814